# Jordanische Luftstreitkräfte
Die Königlich Jordanische Luftwaffe (arabisch سلاح الجو الملكي الأردني, DMG Ṣilāḥ al-Ǧauw al-Malakī al-Urdunnī; englisch Royal Jordanian Air Force, abgekürzt RJAF) ist die Luftstreitmacht der Streitkräfte des Königreich Jordaniens.

## Geschichte
Am 25. September 1955 gründete König Talal die Königliche Luftwaffe und gliederte die Luftstreitkräfte damit organisatorisch aus der Luftwaffe der Arabischen Legion (ALAF) aus. Im Jahr 1962 beorderte König Hussein eine Staffel der Luftwaffe zum Einsatz auf der Seite der Royalisten im Jemenitischen Bürgerkrieg. Daraufhin setzten sich der Luftwaffenchef und zwei Piloten nach Ägypten ab. Infolgedessen nahm Hussein den Befehl zurück.
Die Luftstreitkräfte nahmen an mehreren Kriegen mit Israel teil und spielten eine entscheidende Rolle bei der Zurückschlagung einer syrischen Intervention mit Bodentruppen im Zuge des Schwarzen September. Die jordanische Luftwaffe wurde von den israelischen Militärs mehrfach als die arabische Luftwaffe mit dem höchsten Ausbildungsgrad eingeschätzt.
Seit 1978 verfügt die Königliche Luftwaffe über eine offizielle Kunstflugstaffel, die Royal Jordanian Falcons, die auf dem Flughafen Akaba beheimatet ist.

## Luftwaffenstützpunkte
Auf der offiziellen Website der RJAF:
- King Abdullah I Air Base (Marka International Airport)
- King Abdullah II Air Base
- King Feisal Air Base
- King Hussein Air Base & Air College
- Muwaffaq Salti Air Base (Al-Azraq Air Base)
- Prince Hassan Air Base

## Aktuelle Ausrüstung
Stand: Ende 2020
| Luftfahrzeuge                         | Herkunft               | Verwendung                                   | Version                   | Aktiv     | Bestellt  | Anmerkungen                |
| Flugzeuge                             | Flugzeuge              | Flugzeuge                                    | Flugzeuge                 | Flugzeuge | Flugzeuge | Flugzeuge                  |
| ------------------------------------- | ---------------------- | -------------------------------------------- | ------------------------- | --------- | --------- | -------------------------- |
| General Dynamics F-16 Fighting Falcon | Vereinigte Staaten     | Mehrzweckkampfflugzeug Schulflugzeug         | F-16A F-16B               | 44 15     |           |                            |
| Air Tractor AT-802                    | Vereinigte Staaten     | Aufklärungsflugzeug Schulflugzeug            |                           | 4 4       |           |                            |
| PZL M28 Skytruck                      | Polen                  | Elektronische Kampfführung Transportflugzeug |                           | 1 1       |           |                            |
| Lockheed C-130 Hercules               | Vereinigte Staaten     | Transportflugzeug                            | C-130E C-130H             | 7         |           |                            |
| Cessna 208 Caravan                    | Vereinigte Staaten     | Transportflugzeug                            |                           | 8         |           |                            |
| Grob G 120TP                          | Deutschland            | Schulflugzeug                                |                           | 15        |           |                            |
| Slingsby T-67 Firefly                 | Vereinigtes Königreich | Schulflugzeug                                | T67M-260                  | 2         |           |                            |
| Pilatus PC-21                         | Schweiz                | Schulflugzeug                                |                           | 12        |           |                            |
| Hubschrauber                          |                        |                                              |                           |           |           |                            |
| Bell AH-1 Cobra                       | Vereinigte Staaten     | Leichter Kampfhubschrauber                   | AH-1E AH-1F               | 47        |           |                            |
| Boeing AH-6                           | Vereinigte Staaten     | Leichter Kampfhubschrauber                   | AH-6i                     |           |           | 18 Exemplare sind geplant. |
| Aérospatiale AS 332                   | Frankreich             | Mittelschwerer Transporthubschrauber         |                           | 10        |           |                            |
| Mil Mi-26                             | Sowjetunion            | Transporthubschrauber                        |                           | 4         |           |                            |
| Sikorsky UH-60 Black Hawk             | Vereinigte Staaten     | Transporthubschrauber                        | S-70 UH-60A UH-60L UH-60M | 30        |           |                            |
| Eurocopter AS 350                     | Frankreich             | Mehrzweckhubschrauber                        |                           | 2         |           |                            |
| Eurocopter EC 635                     | Europäische Union      | Militärischer Mehrzweckhubschrauber          |                           | 7         |           |                            |
| Bell UH-1                             | Vereinigte Staaten     | Leichter Mehrzweckhubschrauber               | UH-1H                     | 36        |           |                            |
| Robinson R44                          | Vereinigte Staaten     | Schulungshubschrauber                        |                           | 12        |           |                            |

Ehemalige Luftfahrzeuge:
- Northrop F-5E/F
- Dassault Mirage F1 bis 2010
- CASA C-101 Aviojet bis 2020[8]
- CASA C-212
- CASA C-295
- Hughes OH-6 Cayuse

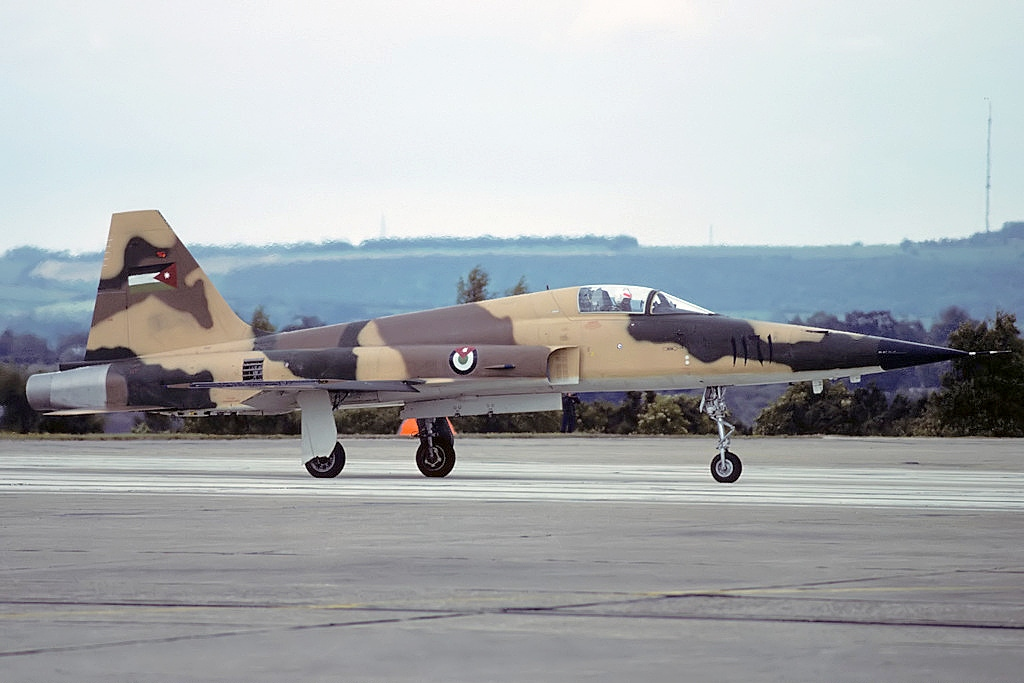
F-5E Tiger II
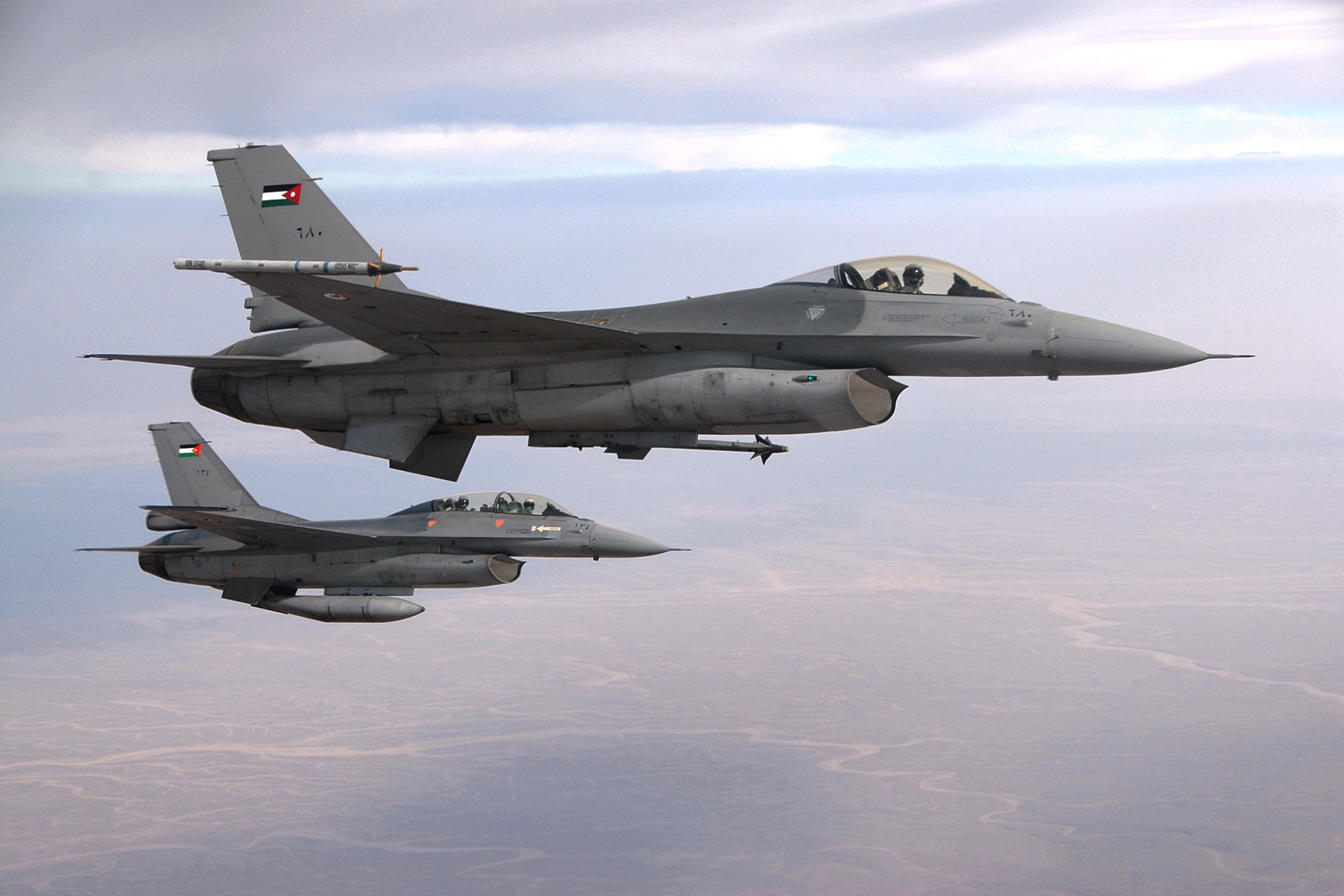
F-16A/B Fighting Falcon
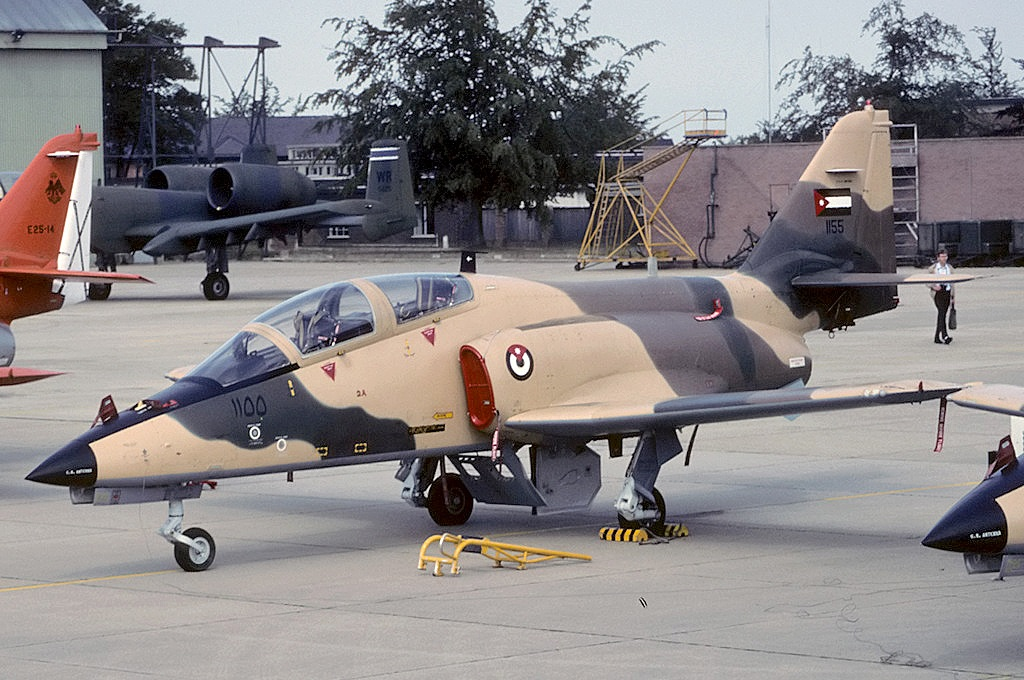
C-101 Aviojet
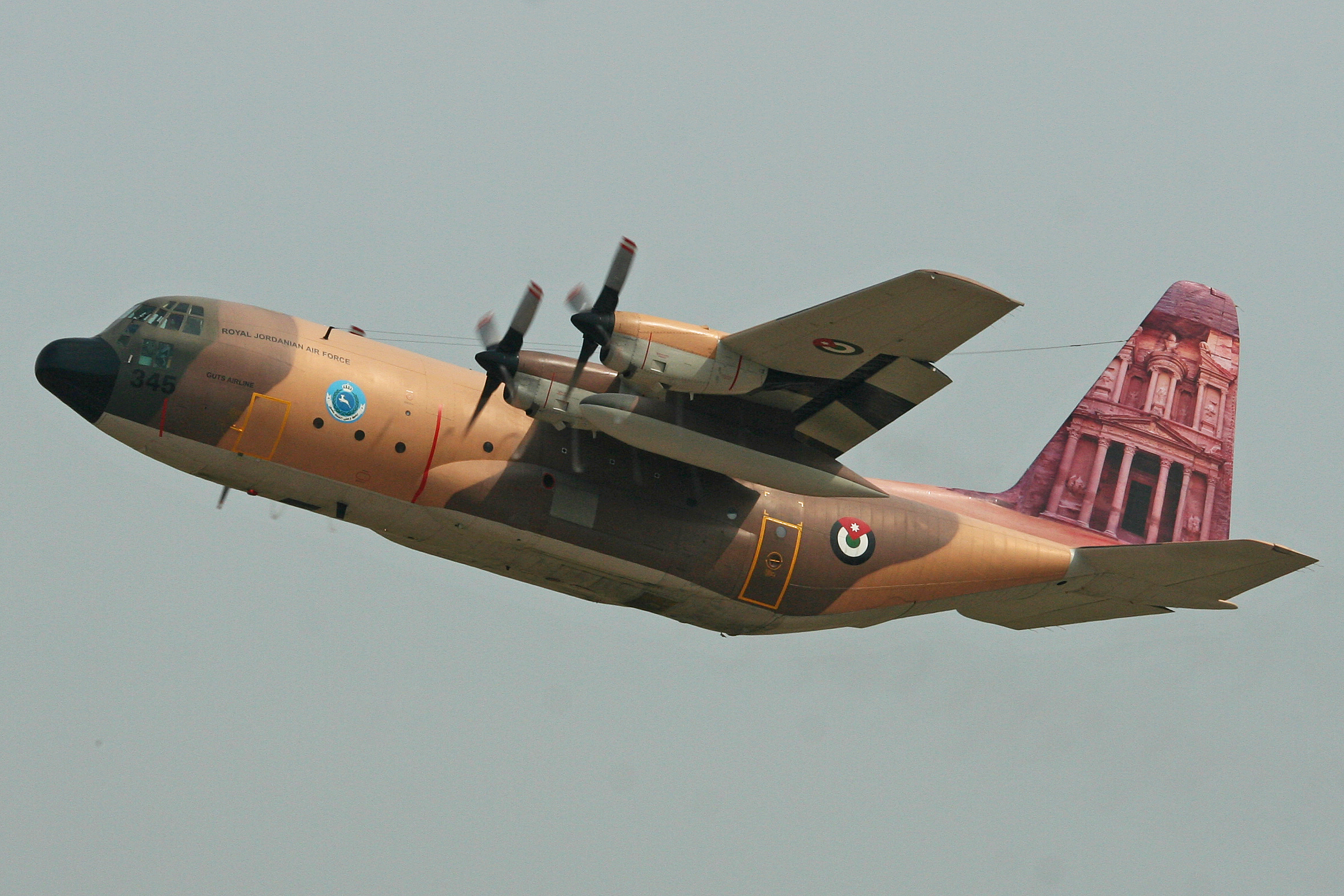
C-130H Hercules
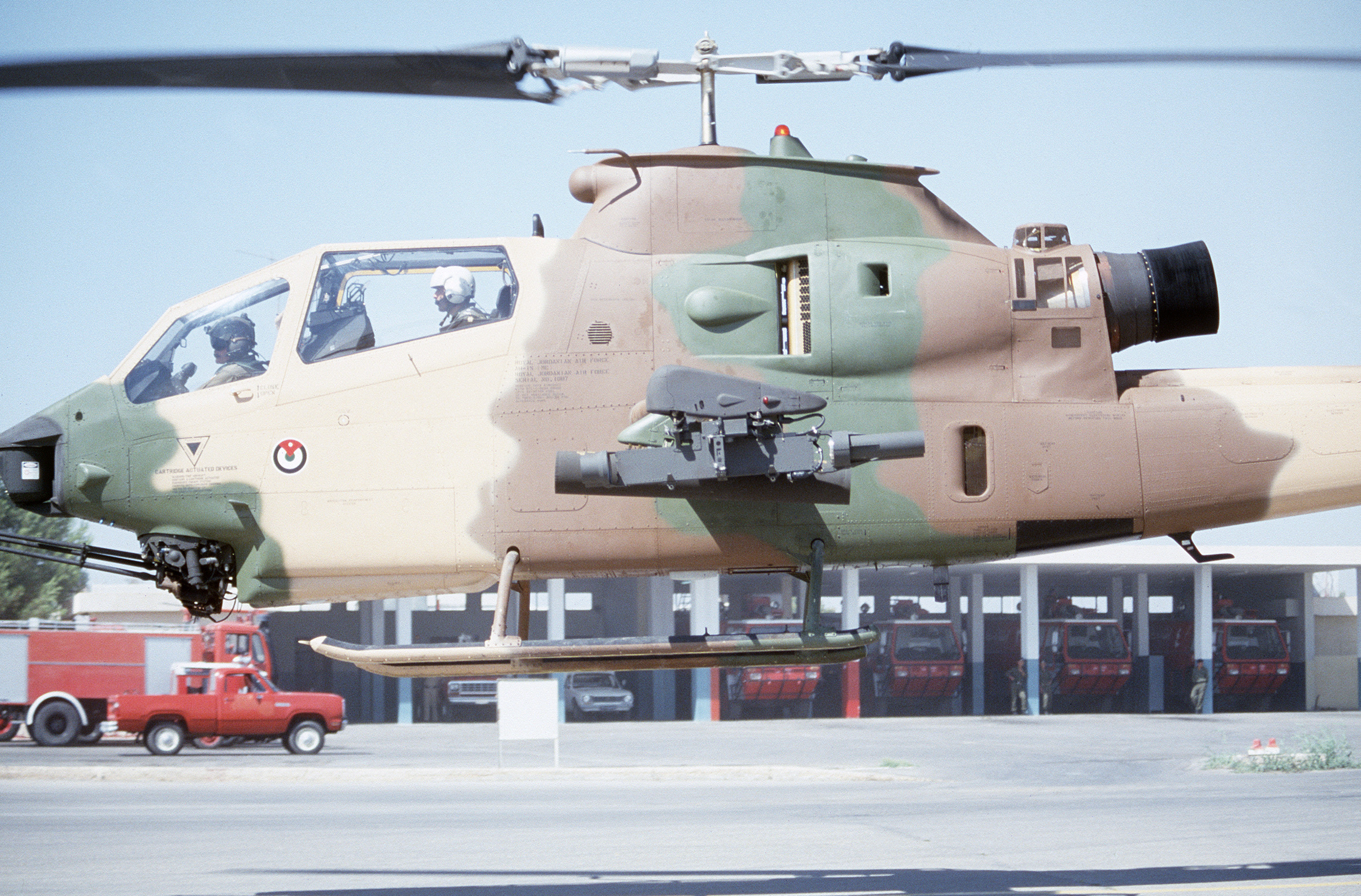
AH-1 Cobra
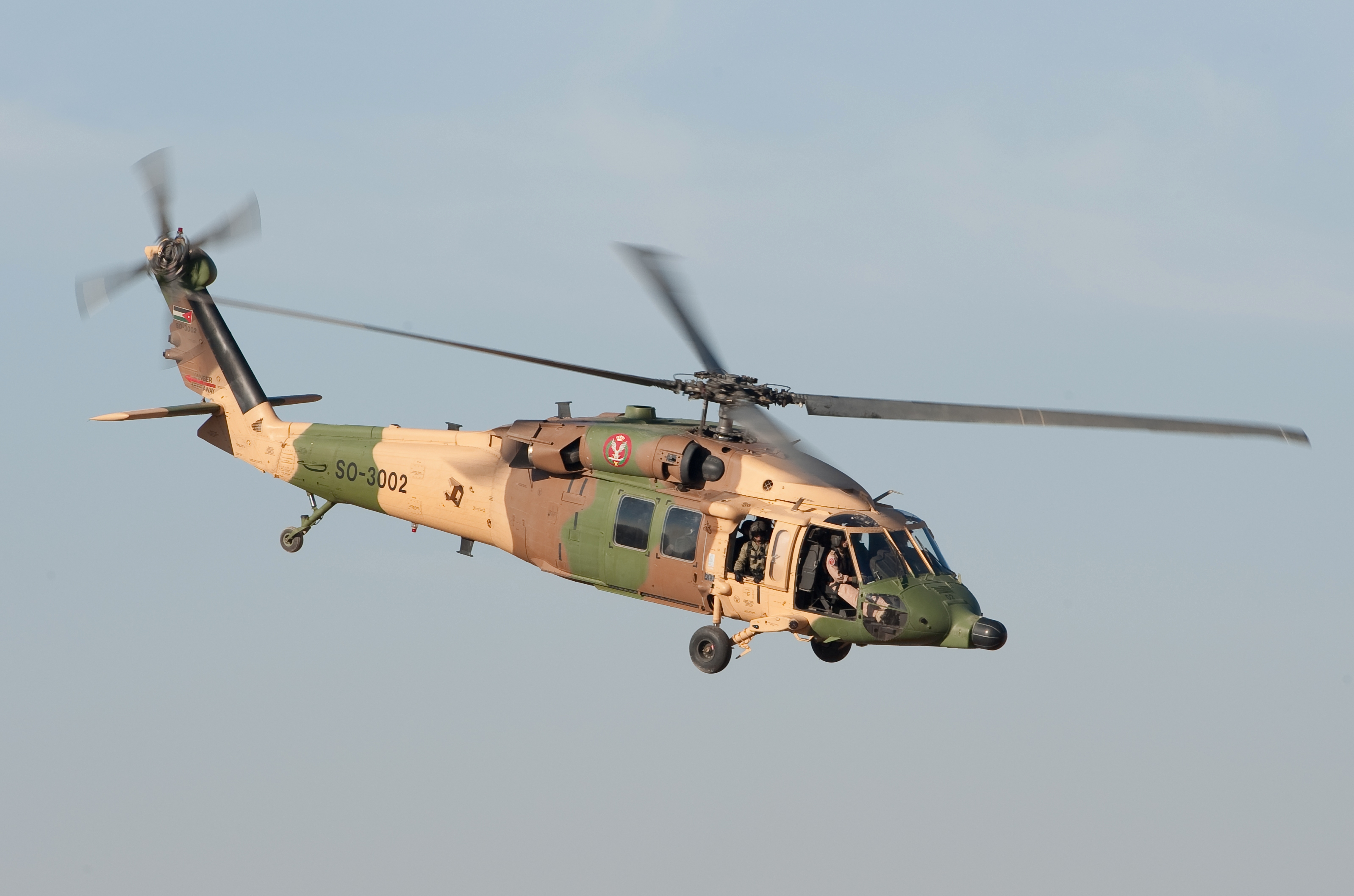
UH-60 Black Hawk